# Mariakapel (Reijmerstok)

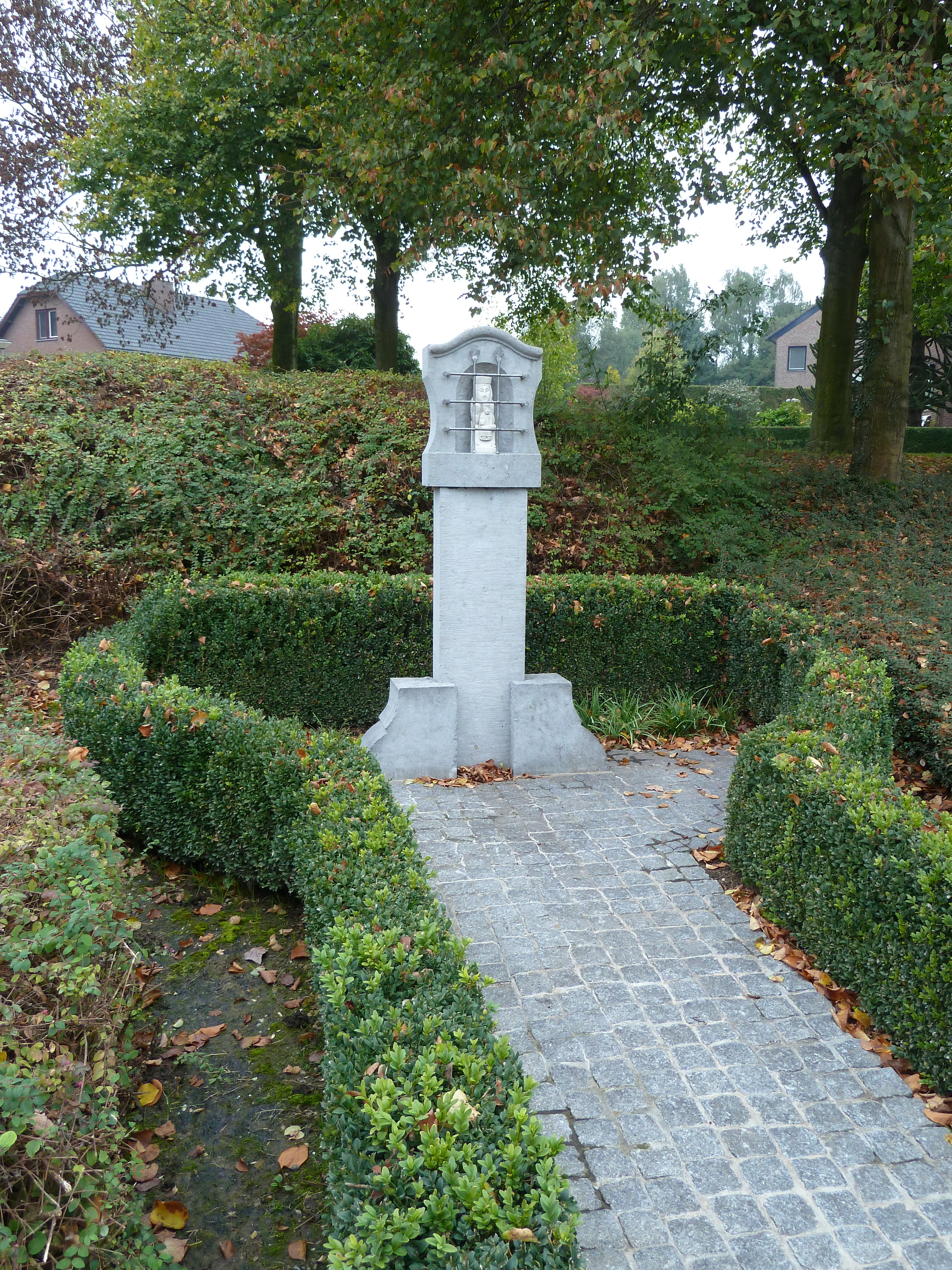
De Mariakapel

De Mariakapel is een kapel in Reijmerstok in de gemeente Gulpen-Wittem in de Nederlandse provincie Limburg. De kapel staat op de hoek van de Reijmerstokkerdorpsstraat met de Putveld.
De kapel is gewijd aan Maria.

## Geschiedenis
In 2004 werd het kapelletje gebouwd en op 24 oktober 2004 werd de kapel ingewijd door de pastoor.

## Opbouw
De kapel is een niskapel bestaande uit een rechthoekige natuurstenen zuil waarop de nis is aangebracht. Onderaan de zuil zijn er twee blokken natuurstenen aangebracht. De nis is uitgevoerd als een blok natuursteen en wordt aan de voorzijde afgesloten met een hekje. De nis is rondboogvormig en erin staat een Mariabeeldje dat de heilige toont met op haar schoot het kindje Jezus.